# 11. østlige længdekreds
Den 11. østlige længdekreds (eller 11 grader østlig længde) er en længdekreds, der ligger 11 grader øst for nulmeridianen. Den løber gennem Ishavet, Atlanterhavet, Europa, Afrika, det Sydlige Ishav og Antarktis.
Den 11. østlige længdekreds når i Danmark land lidt vest for Nakskov, går gennem Storebælt, Asnæs og Røsnæs og rammer Byrum på Læsø.